# 도장 (백제)
도장(道藏: fl. 7세기)은 백제(기원전 18년 ~ 기원후 660년) 말기의 학승(學僧)이다. 7세기경 박학영통(博學靈通)의 고승으로 관광차 일본에 건너갔다가 그 곳에 머물면서 《성실론소(成實論疏)》 16권을 찬술하여 일본 성실종을 성립시켰다.

## 참고 문헌
- 이 문서에는 다음커뮤니케이션(현 카카오)에서 GFDL 또는 CC-SA 라이선스로 배포한 글로벌 세계대백과사전의 내용을 기초로 작성된 글이 포함되어 있습니다.